# Obrębiec
Obrębiec – wieś w Polsce położona w województwie mazowieckim, w powiecie przasnyskim, w gminie Czernice Borowe. Ma status sołectwa.
W latach 1975–1998 miejscowość administracyjnie należała do województwa ciechanowskiego.